# Sayan Sanya
Sayan Sanya (Thai: สายัณห์ สัญญา, * 31. Januar 1953 in Provinz Suphanburi, Thailand; † 2013) war ein Luk-Thung-Sänger in Thailand.

## Alben (Auswahl)
- Kiet Hong Buer Ha
- Kai Ja
- Ai Num Rod Tai
- Kwam Rak Muen Ya Khom
- Khon Chue Duen
- Am Nat Haeng Kwam Kit Thueng
- Nam Ta Nang
- Nueng Pee Thee Toraman
- Lon Klao Phao Thai